# Temporada 1987-1988 del RCD Espanyol
Dades de la Temporada 1987-1988 del RCD Espanyol.

## Fets destacats
- 15 d'agost de 1987: Trofeu Colombino: SL Benfica 2 - Espanyol 1[4]
- 16 d'agost de 1987: Trofeu Colombino: Reial Betis 1 - Espanyol 3[5]
- 22 d'agost de 1987: Torneig Ciutat de Barcelona: Espanyol 2 - VfB Stuttgart 2[6]
- 12 de setembre de 1987: Lliga: Espanyol 2 - FC Barcelona 0[7]
- 16 de setembre de 1987: Copa de la UEFA, 1/32 de final: Borussia Mönchengladbach 0 - Espanyol 1 (Pineda)[8]
- 26 de setembre de 1987: Lliga: Espanyol 0 - Reial Societat 4[9]
- 30 de setembre de 1987: Copa de la UEFA, 1/32 de final: Espanyol 4 - Borussia Mönchengladbach 1 (Valverde, Iñaki, Golobart, Pineda)[8]

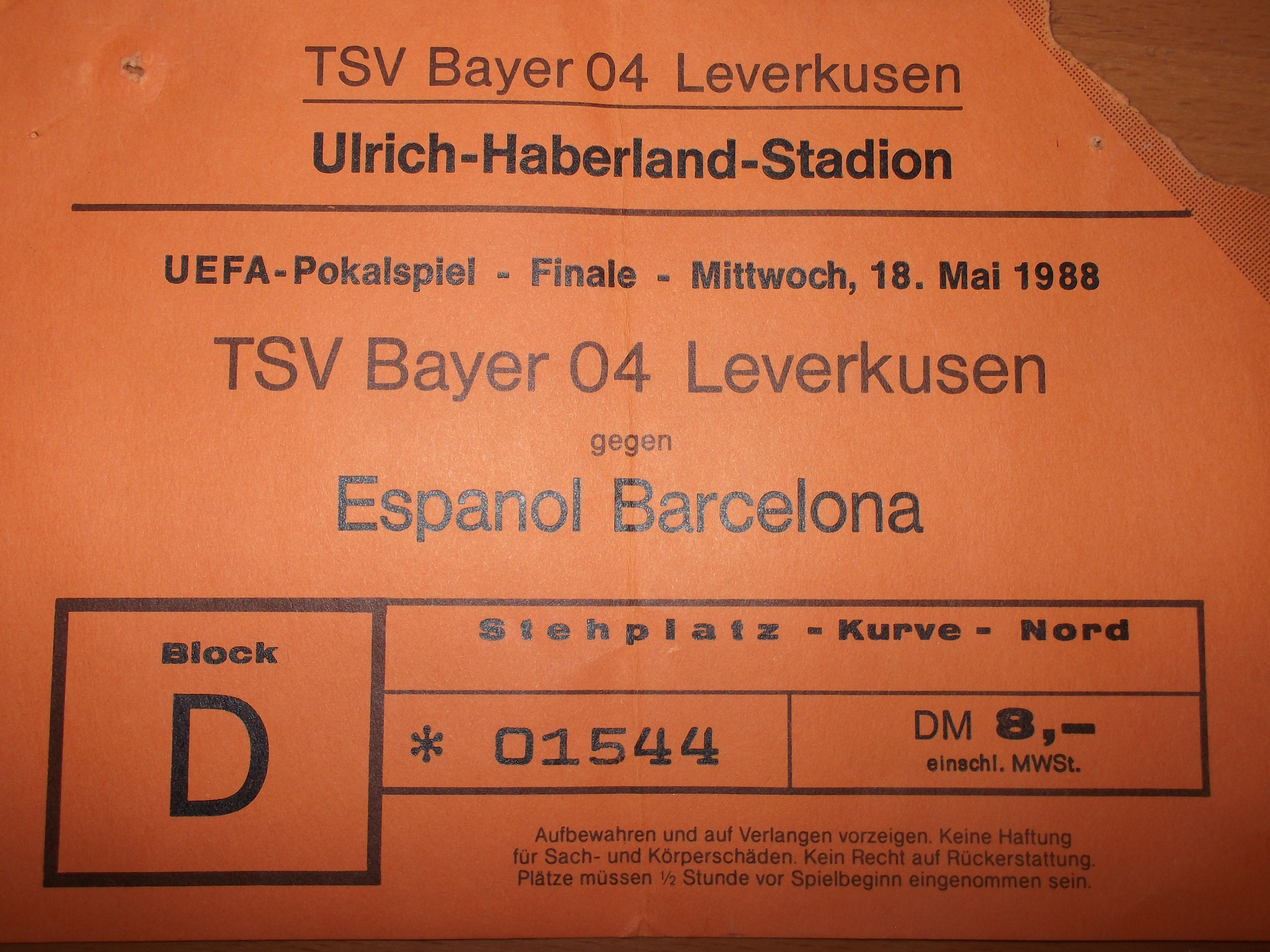
Entrada de la tornada de la final de la copa de la UEFA del 1988.

- 21 d'octubre de 1987: Copa de la UEFA, 1/16 de final: AC Milan 0 - Espanyol 2 (Zubillaga, Alonso)[8]
- 4 de novembre de 1987: Copa de la UEFA, 1/16 de final: Espanyol 0 - AC Milan 0[8]
- 25 de novembre de 1987: Copa de la UEFA, 1/8 de final: Inter de Milà 1 - Espanyol 1 (Lauridsen)[8]
- 9 de desembre de 1987: Copa de la UEFA, 1/8 de final: Espanyol 1 - Inter de Milà 0 (Orejuela)[8]
- 7 de febrer de 1988: Lliga: Espanyol 4 - Reial Betis 1[10]
- 27 de febrer de 1988: Lliga: Espanyol 4 - Reial Valladolid 2[11]
- 2 de març de 1988: Copa de la UEFA, 1/4 de final: Espanyol 2 - TJ Vítkovice 0 (Lauridsen, Pineda)[8]
- 16 de març de 1988: Copa de la UEFA, 1/4 de final: TJ Vítkovice 0 - Espanyol 0[8]
- 6 d'abril de 1988: Copa de la UEFA, Semifinal: Brugge KV 2 - Espanyol 0[8]
- 20 d'abril de 1988: Copa de la UEFA, Semifinal: Espanyol 3 - Brugge KV 0 (Orejuela, Losada, Alonso)[8]
- 4 de maig de 1988: Copa de la UEFA, Final: Espanyol 3 - Bayer Leverkusen 0 (Losada, Soler, Losada)[8]
- 18 de maig de 1988: Copa de la UEFA, Final: Bayer Leverkusen - 3 Espanyol 0[8]

## Resultats i Classificació
- Lliga d'Espanya: Quinzena posició amb 33 punts (38 partits, 11 victòries, 11 empats, 16 derrotes, 44 gols a favor i 55 en contra).
- Copa d'Espanya: Eliminà l'Hèrcules CF a setzens de final, però fou eliminat pel FC Barcelona a vuitens de final.
- Copa de la UEFA: Eliminà successivament el Borussia Mönchengladbach, l'AC Milan, l'Inter de Milà el TJ Vítkovice i el Bruges, arribant a la final de la competició. La final davant del Bayer Leverkusen es disputà a doble partit, ambdós finalitzats amb el resultat de 3-0. L'Espanyol perdé la final per penals.

## Plantilla
| P   | Jugador              | Lliga | Lliga | Copa d'Espanya | Copa d'Espanya | Copa de la UEFA | Copa de la UEFA |
| P   | Jugador              | PJ    | G     | PJ             | G              | PJ              | G               |
| --- | -------------------- | ----- | ----- | -------------- | -------------- | --------------- | --------------- |
| POR | Thomas N'Kono        | 35    | -53   | 3              | -6             | 10              | -5              |
| POR | Carlos Meléndez      | 3     | -2    | 1              | -1             | 2               | -2              |
| POR | Javier Echevarría    | -     | -     | -              | -              | -               | -               |
| DEF | Miquel Soler         | 33    | -     | 4              | 1              | 12              | 1               |
| DEF | Josep Maria Gallart  | 30    | 1     | 3              | -              | 10              | -               |
| DEF | Santiago Urquiaga    | 24    | -     | 1              | -              | 11              | -               |
| DEF | Francis              | 24    | -     | 3              | -              | 8               | -               |
| DEF | Miguel Ángel         | 20    | -     | 1              | -              | 8               | -               |
| DEF | Job                  | 13    | -     | 4              | -              | 7               | -               |
| DEF | Eloy Pérez           | 6     | -     | -              | -              | -               | -               |
| DEF | Txelis               | 4     | -     | 1              | -              | -               | -               |
| MIG | Manuel Zúñiga        | 35    | -     | 3              | -              | 9               | -               |
| MIG | John Lauridsen       | 33    | 4     | 4              | -              | 8               | 2               |
| MIG | Diego Orejuela       | 31    | 4     | 3              | -              | 12              | 1               |
| MIG | Iñaki Pérez          | 30    | 1     | 4              | 2              | 9               | 1               |
| MIG | Javier Zubillaga     | 27    | -     | 1              | -              | 11              | 1               |
| MIG | Joan Golobart        | 13    | -     | -              | -              | 8               | 1               |
| DAV | Michel Pineda        | 33    | 7     | 4              | -              | 4               | 3               |
| DAV | Ernesto Valverde     | 29    | 9     | 2              | -              | 11              | 1               |
| DAV | Sebastián Losada     | 28    | 8     | 2              | 1              | 5               | 2               |
| DAV | Àngel Alonso         | 23    | 6     | 2              | -              | 10              | 1               |
| DAV | Eduard Mauri         | 7     | 2     | 4              | 1              | -               | -               |
| DAV | Bartolomé Márquez    | 7     | -     | 2              | -              | -               | -               |
| DAV | Àlex Garcia          | 5     | -     | -              | -              | -               | -               |
| DAV | Jesús García Pitarch | -     | -     | -              | -              | -               | -               |